# Kaštanovec
Kaštanovec (Castanopsis) je rod rostlin z čeledi bukovité. Jsou to většinou stálezelené stromy s jednoduchými střídavými listy a drobnými květy v klasovitých nebo latovitých květenstvích. Plodem jsou oříšky obklopené nepravidelně pukající číškou. Rod zahrnuje asi 120 druhů a je rozšířen v tropické a subtropické Asii. Kaštanovce jsou těženy pro dřevo, četné druhy mají jedlé plody. Druhy Castanopsis cuspidata a C. sieboldii jsou pěstovány jako okrasné dřeviny.

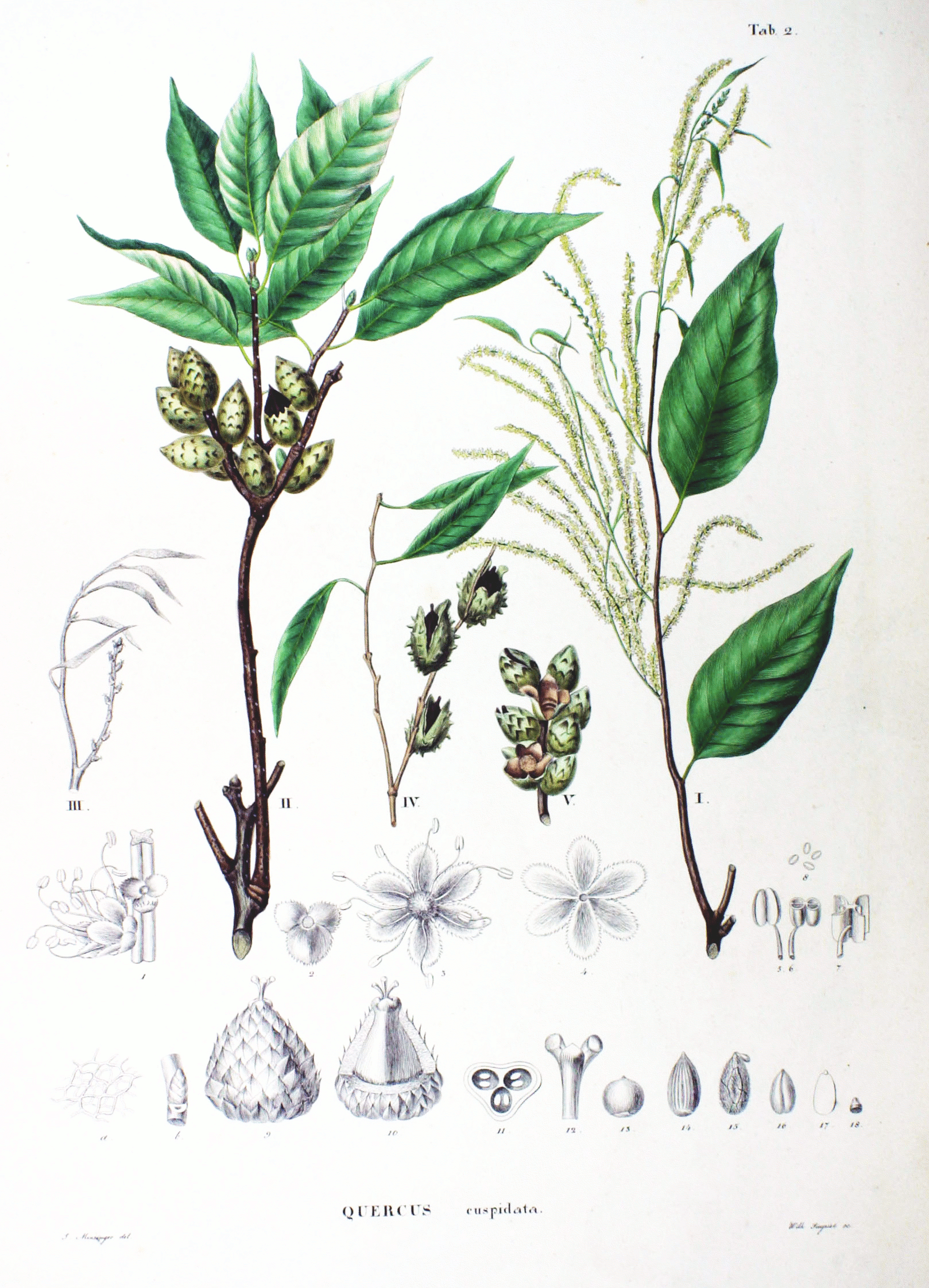
Kresba Castanopsis cuspidata z roku 1870

## Popis
Kaštanovce jsou stálezelené nebo řidčeji opadavé stromy. Listy jsou jednoduché, střídavé, obvykle dvouřadě rozložené. Květy jsou jednopohlavné, drobné a nenápadné, uspořádané ve vzpřímených, klasovitých nebo latovitých, zpravidla jednopohlavných květenstvích. Samčí květy jsou většinou uspořádány ve svazečcích nebo řidčeji jednotlivé a mají pěti až šestilaločné okvětí. Obsahují 9 až 12 tyčinek a drobné zbytky zakrnělého semeníku. Samičí květy jsou jednotlivé nebo ve svazečcích po 3 až 5. Semeník obsahuje 3 komůrky a nese 3 čnělky. Plodem je oříšek. Oříšky jsou vejcovité nebo zploštělé, po 1 až 4 obklopené ostnitou, nebo řidčeji hrbolkatou, šupinatou až téměř hladkou číškou. Plody většinou dozrávají 2. rokem.

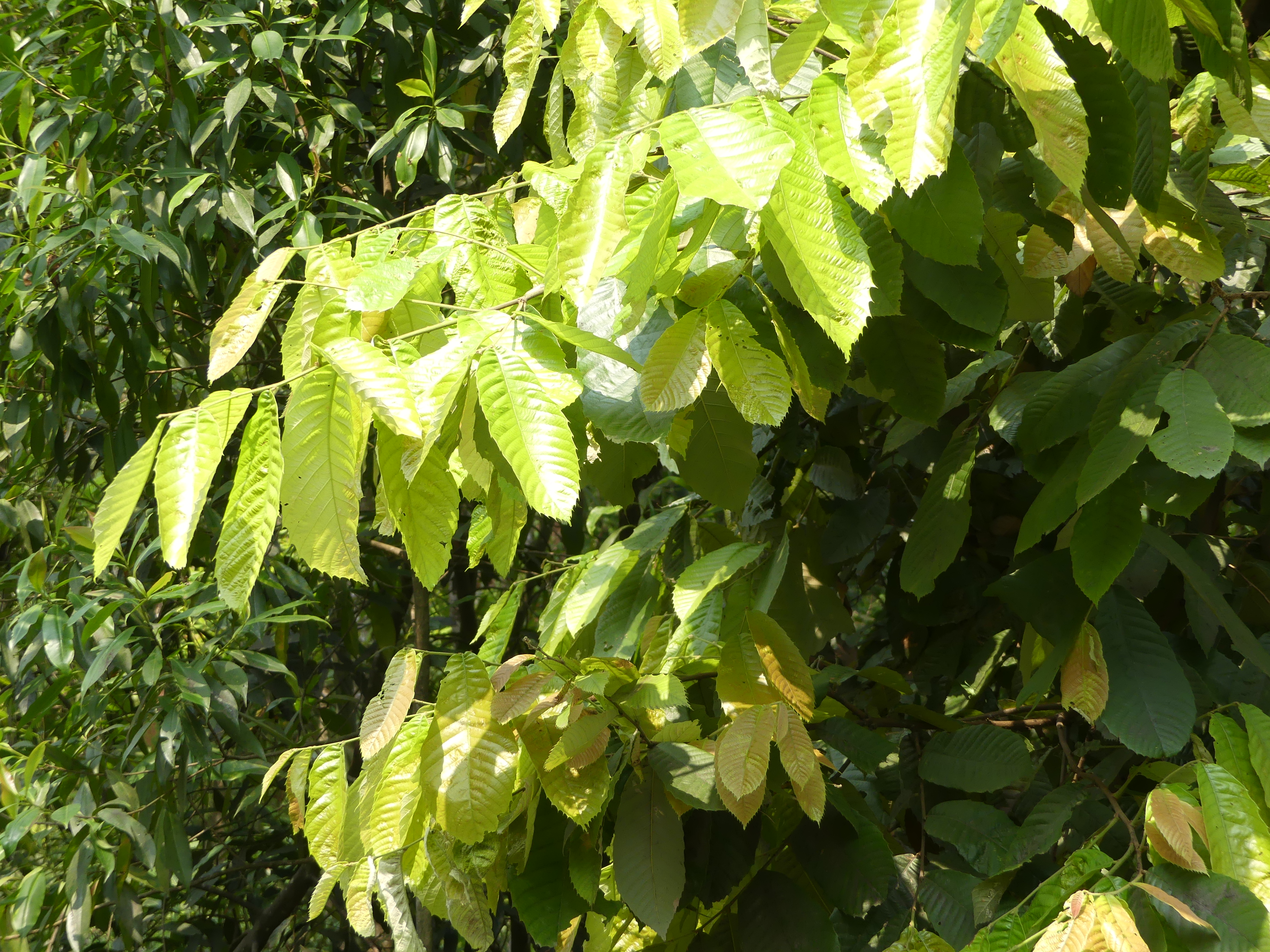
Větve Castanopsis indica
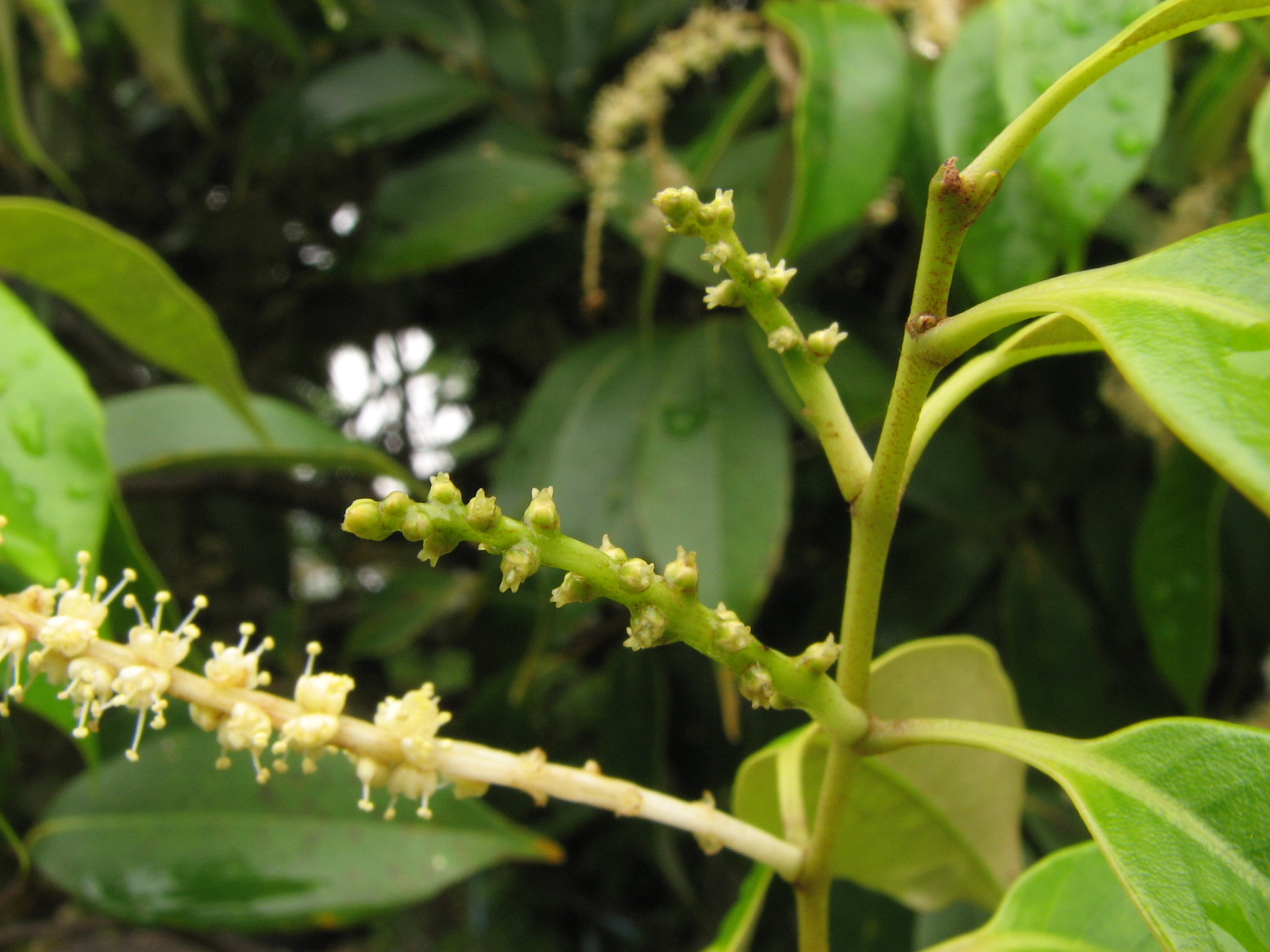
Samčí a samičí květenství Castanopsis sieboldii
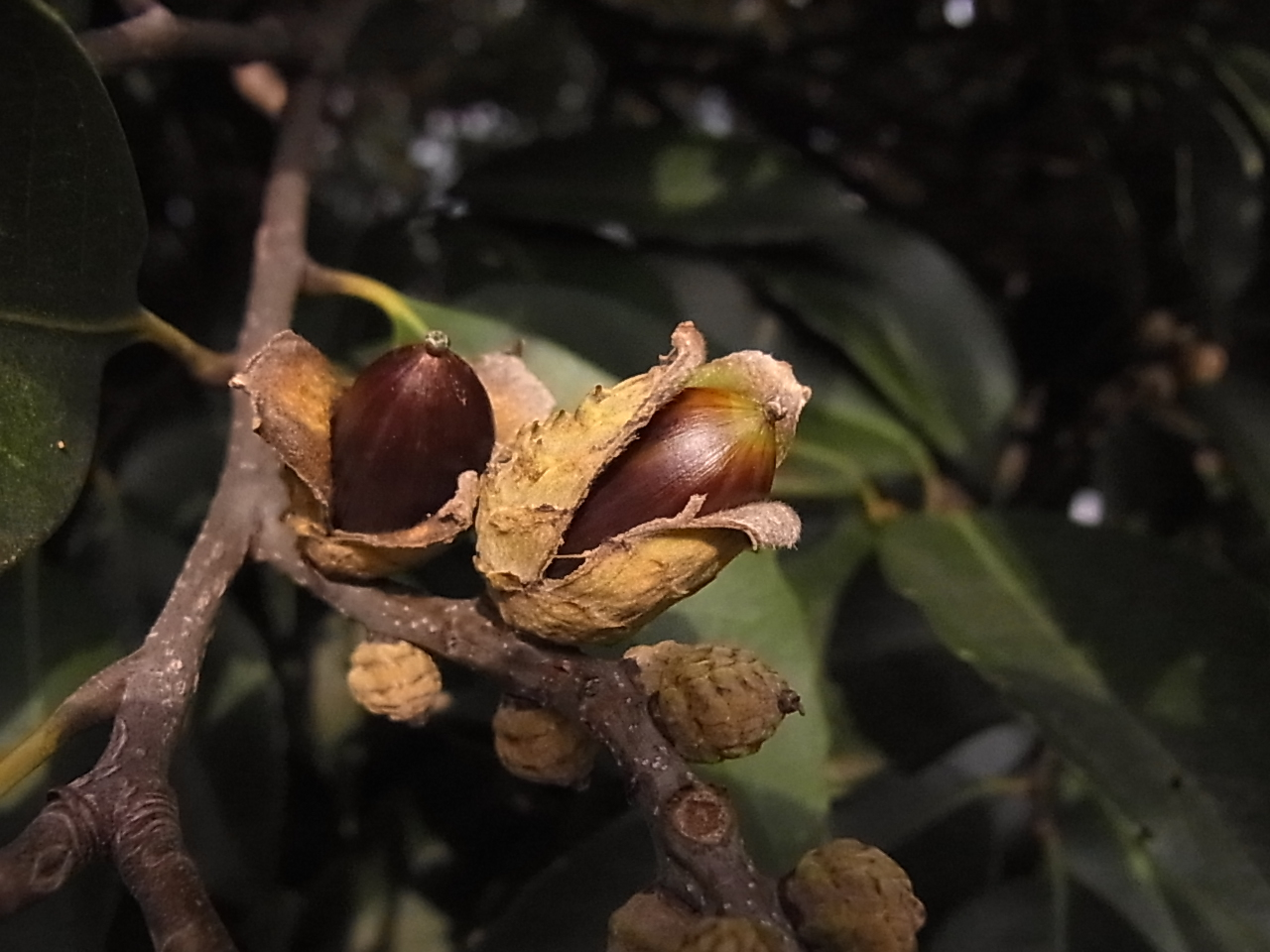
Zralé plody C. sieboldii

## Rozšíření
Rod kaštanovec zahrnuje asi 120 druhů. Je rozšířen v tropické a subtropické Asii. Z Číny je udáváno celkem 58 druhů, z toho 30 endemických. V jihovýchodní Asii roste asi 34 druhů. Areál rozšíření rodu sahá od severovýchodní Indie přes Čínu po Japonsko a přes Indočínu a jihovýchodní Asii po Novou Guineu. V jihovýchodní Asii rostou kaštanovce v nížinných až montánních tropických deštných lesích v nadmořských výškách do 2500 metrů. Vyhýbají se oblastem se sezónním klimatem a nerostou na vápencových podložích. Druh Castanopsis acuminatissima dominuje v některých typech montánních lesních porostů na Nové Guineji.

## Ekologické interakce
Květy kaštanovců jsou silně vonné a navštěvuje je podobně jako květy litokarpu drobný hmyz sbírající pyl (např. mouchy z čeledi bzučivkovití), přesto však u těchto rostlin převažuje opylování větrem. Plody jsou šířeny ptáky a hlodavci.

## Taxonomie
Rod Castanopsis je třetím největším rodem čeledi bukovité. Byl popsán v roce 1841. První ucelenou monografii rodu uveřejnila Aimée Antoinette Camus v roce 1929 a bylo v ní popsáno celkem 112 druhů rozdělených do 3 sekcí. Později její dílo doplnila anglická botanička Euphemia Cowan Barnett, která celkem 119 popsaných druhů rozdělila do 11 skupin. Původně byly do rodu Castanopsis řazeny i 2 americké druhy, které jsou však v současné taxonomii oddělovány do samostatného rodu Chrysolepis

## Význam

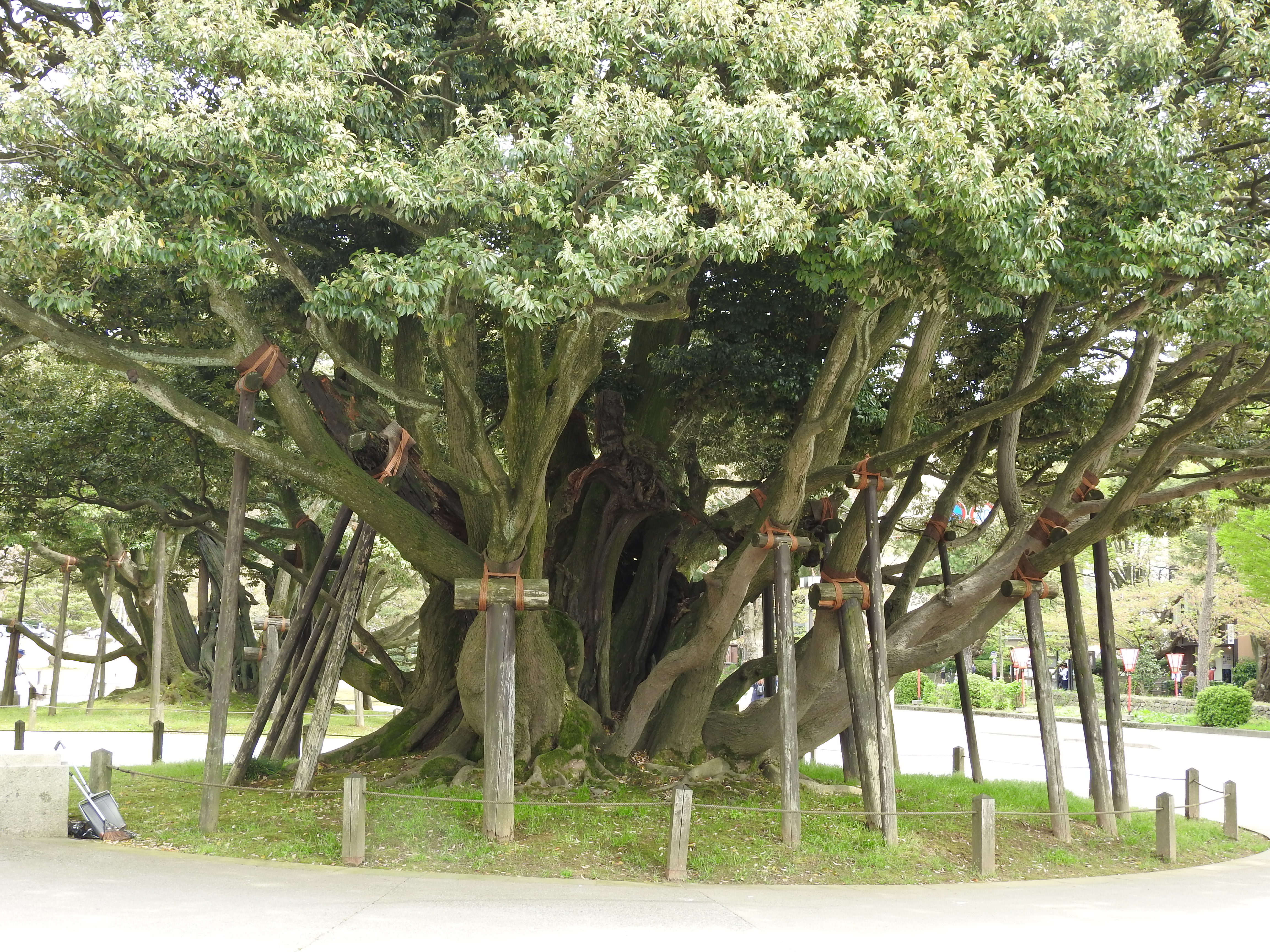
Castanopsis sieboldii v Japonsku

Četné druhy kaštanovců jsou těženy pro dřevo, které je v jihovýchodní Asii obchodováno pod názvem berangan. Je středně tvrdé, středně těžké až těžké a poměrně pevné. Používá se zejména na kryté stavby, k výrobě palet, šindelů či nábytku.
Mnohé kaštanovce mají jedlé plody.
Druh Castanopsis cuspidata a blízce příbuzný druh C. sieboldii (někdy uváděný jako varieta předchozího druhu) je v klimaticky příhodných oblastech světa pěstován jako okrasná dřevina. Byly vypěstovány i okrasné kultivary, např. 'Angyo Yellow' s panašovanými listy.